# جانيل مولوني
جانيل مولوني (بالإنجليزية: Janel Moloney) هي ممثلة أمريكية، ولدت في 3 أكتوبر 1969 في الولايات المتحدة. من الجوائز التي نالتها جائزة نقابة ممثلي الشاشة لأفضل أداء جماعي في مسلسل درامي عن عمل الجناح الغربي سنة 2001 وجائزة نقابة ممثلي الشاشة لأفضل أداء جماعي في مسلسل درامي عن عمل الجناح الغربي سنة 2002.

## أعمال

### مسلسلات
- الباقون
- الجناح الغربي
- ذا غود وايف
- هاوس

## جوائز وترشيحات
جوائز
- جائزة نقابة ممثلي الشاشة لأفضل أداء جماعي في مسلسل درامي، عن عمل: الجناح الغربي (2001)
- جائزة نقابة ممثلي الشاشة لأفضل أداء جماعي في مسلسل درامي، عن عمل: الجناح الغربي (2002)

ترشيحات
- جائزة إيمي لأفضل ممثلة مساعدة في مسلسل درامي، عن عمل: الجناح الغربي (2002)
- جائزة إيمي لأفضل ممثلة مساعدة في مسلسل درامي، عن عمل: الجناح الغربي (2004)
- جائزة نقابة ممثلي الشاشة لأفضل أداء جماعي في مسلسل درامي، عن عمل: الجناح الغربي (2003)

## وصلات خارجية
- جانيل مولوني على موقع IMDb (الإنجليزية)
- جانيل مولوني على موقع روتن توميتوز (الإنجليزية)
- جانيل مولوني على موقع ألو سيني (الفرنسية)
- جانيل مولوني على موقع أول موفي (الإنجليزية)
- جانيل مولوني على موقع إن إن دي بي (الإنجليزية)
- جانيل مولوني على موقع قاعدة بيانات الفيلم (الإنجليزية)
- جانيل مولوني على موقع كينوبويسك (الروسية)